# Sigma Andromedae
Désignations
Sigma Andromedae (σ Andromedae / σ And) est une étoile binaire de la constellation boréale d'Andromède. Elle est visible à l’œil nu avec une magnitude apparente de 4,51.
L'étoile primaire, Sigma Andromedae A, est une étoile blanche de la séquence principale qui possède un disque de débris en orbite. Son compagnon, Sigma Andromedae B, est une probable naine rouge découverte en 2009.

## Environnement stellaire
La parallaxe de Sigma Andromedae, telle que mesurée par le satellite Hipparcos, est de 24,20 ± 0,21 mas, ce qui permet d'en déduire que le système est distant de 135 ± 1 a.l. (∼ 41,4 pc) de la Terre. Sa magnitude visuelle est diminuée de 0,08 en raison de l'extinction créée par la poussière interstellaire présente sur le trajet de sa lumière jusqu'à la Terre. Le système se rapproche du Système solaire à une vitesse radiale héliocentrique de −8 km/s.
Sigma Andromedae est un membre proposé du courant associé à l'association d'étoiles de la Grande Ourse. Il s'agit d'un ensemble d'étoiles qui partagent un mouvement propre commun à travers l'espace, ce qui suggère qu'elles ont une origine commune.

## Propriétés

### Sigma Andromedae A
Sigma Andromedae A est une étoile blanche de la séquence principale de type spectral A2 V âgée d'environ 450 millions d'années. Elle tourne rapidement sur elle-même à une vitesse de rotation projetée de 123 km/s. L'étoile est 2,12 fois plus massive que le Soleil et son rayon est 2,13 fois plus étendu que le rayon solaire. Elle est 21 fois plus lumineuse que le Soleil et sa température de surface est de 8 929 Kelvins.
Durant le XXe siècle, des variations de la vitesse radiale de l'étoile ont été signalées, mais n'ont pas pu être confirmées. Sigma Andromedae ne montre aucune variation photométrique significative et elle est utilisée comme étoile standard dans le système photométrique uvby.
L'étoile héberge un disque de débris chaud, qui a été détecté par le télescope spatial Spitzer,. Un modèle appliqué aux données indique qu'il est situé à une distance de 20,3 ua de son étoile hôte et sa température moyenne est de 132,9 K.

### Sigma Andromedae B
L'étoile secondaire, désignée Sigma Andromedae B, est un compagnon partageant un mouvement propre commun avec Sigma Andromedae A qui est découvert en 2009 à l'observatoire Lick. Il s'agit d'une étoile de onzième magnitude localisée à environ sept secondes d'arc de Sigma Andromedae A, ce qui correspond, étant donné la distance du système à la Terre, à une séparation réelle de 271 ua,. Un modèle appliqué aux données du système suggère que Sigma Andromedae B est une naine rouge de type M4 et dont la masse n'est que de 17 % celle du Soleil.

## Nomenclature
σ Andromedae (latinisé Sigme Andromedae) est la désignation de Bayer de l'étoile. Elle porte également la désignation de Flamsteed de 25 Andromedae.
En astronomie chinoise traditionnelle, elle faisait partie de l'astérisme de Tiān Jiù (天廄), représentant une étable céleste, et qui comprend également θ Andromedae et ρ Andromedae.